# Simon Wallner (Politiker)
Simon Wallner (* 11. Februar 1970 in Obertrum am See) ist ein Politiker der Österreichischen Volkspartei (ÖVP). Seit 2008 ist er Bürgermeister von Obertrum am See und seit Juni 2018 Abgeordneter zum Salzburger Landtag.

## Leben
Simon Wallner besuchte nach der Volksschule und der Hauptschule in Obertrum am See die HBLA Ursprung in Elixhausen, wo er 1989 maturierte. Nach dem Präsenzdienst war er ab 1990 im Raiffeisenverband Salzburg angestellt, zuletzt als Lagerhausleiter in Oberndorf.
Seit 1995 ist er beim Salzburger Amt der Landesregierung beschäftigt, zunächst war er in der Naturschutzabteilung verantwortlich für die Bereiche Vertragsnaturschutz und Budget. Von 2000 bis 2008 war er im Büro von Landesrat Josef Eisl tätig, ab 2004 war er dessen Büroleiter und zuständig für den Ressortbereich Land- und Forstwirtschaft, Tierschutz, Veterinärwesen, Landwirtschaftliches Schulwesen, Jagd und Fischerei, Naturschutz und die Ländliche Entwicklung. Im Büro von Landesrat Josef Schwaiger ist er für Wasser und Budget zuständig.
Im April 2008 wurde Simon Wallner zum Bürgermeister von Obertrum am See gewählt. Er folgte in dieser Funktion Matthias Leobacher (ÖVP) nach, der ab 1993 Bürgermeister war. Nach der Landtagswahl in Salzburg 2018 wurde er am 13. Juni 2018 in der konstituierenden Landtagssitzung der 16. Gesetzgebungsperiode als Abgeordneter zum Salzburger Landtag angelobt.
Seit 2018 ist er außerdem Obmann des Regionalverbandes Salzburger Seenland. Im Herbst 2018 wurde er als Vertreter des Miteigentümers Land Salzburg in den Aufsichtsrat der Salzburg AG gewählt. Bei den Gemeindevertretungs- und Bürgermeisterwahlen in Salzburg 2019 wurde er mit 94,66 Prozent erneut zum Bürgermeister gewählt.